# William Afflis
William Fritz Afflis (Delphi, Indiana; 27 de junio de 1929-Tampa, Florida; 10 de noviembre de 1991), más conocido como Dick the Bruiser, fue un jugador de fútbol americano y luchador profesional.

## Primeros años
Afflis nació en Delphi, Indiana, y creció en Lafayette, Indiana, donde se graduó en Lafayette Jefferson High School, en el que jugó al fútbol americano y luchó. Afflis también jugó al fútbol americano en la Universidad Purdue y la Universidad de Nevada en Reno, haciéndolo para los Green Bay Packers a principios de 1950, como un juez de línea, antes de convertirse en un luchador profesional.

## Carrera
Durante los años 50, Dick the Bruiser luchó en vivo todos los jueves en la televisión del área de Detroit. Su oponente típico era «un joven luchador (desconocido)», que era pulverizado por Bruiser. Sus encuentros y entrevistas fueron tan eficaces que se convirtió en un nombre muy conocido en el área de Detroit. Su única derrota fue televisada en vivo a manos de Cowboy Bob Ellis. Sin embargo, en dos revanchas con Ellis en el Olympia de Detroit, the Bruiser fue victorioso.
Afflis, junto a su compañero y socio de negocios, Wilbur Snyder, compró la promoción Indianapolis NWA en 1964 de su viejo dueño Jim Barnett. Afflis renombró la promoción a World Wrestling Association (WWA) y se promovió a sí mismo como su campeón. Mientras él corría como una promoción independiente con sus propios títulos y campeón, la WWA tenía un acuerdo de trabajo con la AWA (propiedad del luchador Verne Gagne), compartiendo talentos y reconocimiento de sus campeonatos. Este acuerdo benefició tanto a las promociones y llevó a Bruiser a tener múltiples reinados de los títulos en pareja de la AWA, sobre todo con su compañero de equipo, The Crusher, del que fue anunciado como su "primo". Bruiser fue el primero en bautizar al mánager Bobby Heenan con el sobrenombre de "The Weasel" durante su carrera en el territorio. La WWA de Afflis corrió desde 1964 hasta 1989, cuando finalmente Afflis se cansó de perder talentos, TV, y la asistencia de fanes que iban a la World Wrestling Federation (WWF).
Afflis, con su carisma, su notoriedad en la NFL, y de voz ronca, el personaje de tipo duro era una legítima estrella cross-media, convirtiéndose en una especie de héroe en el área de Indianápolis. Él hizo su casa en el lado noroeste de la ciudad. El nativo de Indianapolis, David Letterman, nombraría más adelante la banda de su programa de televisión The World's Most Dangerous Band como una derivación del apodo de Dick the Bruiser "The World's Most Dangerous Wrestler". El apodo de "Dick the Bruiser" fue utilizado incluso en la década de 1980 por George Baier, un copresentador del programa conducido por la mañana en la estación de radio de rock de Detroit, WRIF. El apodo de Baier fue "Richard T. Bruiser", como una efectiva y entretenida suplantación de Afflis, que en realidad lo utilizó en una serie de anuncios de televisión populares para WRIF.
Después de retirarse, Afflis trabajaba como agente de talentos de World Championship Wrestling (WCW). Él fue el árbitro especial en el evento principal de Starrcade de 1990, entre Sting y Black Scorpion.

### Muerte
Afflis murió de una hemorragia interna el 10 de noviembre de 1991, según un portavoz del Hospital Suncoast en Largo, Florida, cerca de su casa de invierno. Su viuda, Luisa, dijo que su marido había levantado pesas en casa con su hijo adoptivo, Jon Carney, y un vaso sanguíneo se rompió en su esófago.

## Campeonatos y logros
- American Wrestling Alliance
  - AWA World Tag Team Championship (2 veces) – con Wilbur Snyder[2]

- American Wrestling Association
  - AWA World Heavyweight Championship (1 vez)[3]
  - AWA World Tag Team Championship (5 veces) – con The Crusher[4]

- Japan Wrestling Association
  - NWA International Tag Team Championship (1 vez) – con The Crusher[5]

- NWA Chicago
  - NWA United States Heavyweight Championship (Chicago version) (1 vez)[6]
  - NWA World Tag Team Championship (Chicago version) (1 vez) – con Gene Kiniski

- NWA Detroit
  - NWA United States Heavyweight Championship (Detroit version) (4 veces)

- NWA Mid-Pacific Promotions
  - NWA United States Heavyweight Championship (Hawaii version) (1 vez)[7]

- Professional Wrestling Hall of Fame
  - (Class of 2005) – Tag Team with Crusher
  - (Class of 2011} – Television Era[8]

- St. Louis Wrestling Club
  - NWA Missouri Heavyweight Championship (3 veces)[9]

- St. Louis Wrestling Hall of Fame
  - (Class of 2007)

- World Championship Wrestling
  - WCW Hall of Fame (Class of 1994)[10]

- World Wrestling Association
  - WWA World Heavyweight Championship (11 veces)[11]
  - WWA World Tag Team Championship (14 veces) – con The Crusher (6), Wilbur Snyder (3), Bruno Sammartino (1), Bill Miller (1), Spike Huber (1), Jeff Van Kamp (1), y Bobby Colt (1)[12]

- World Wrestling Association (Los Angeles)
  - WWA World Heavyweight Championship (1 vez)[13]

- WWE
  - WWE Hall of Fame (Clase del 2021) - Legacy Award

- Pro Wrestling Illustrated
  - Equipo del año (1972) con The Crusher[14]

- Wrestling Observer Newsletter awards
  - Wrestling Observer Newsletter Hall of Fame (Class of 1996)

- Other titles
  - World Heavyweight Championship (Georgia version) (1 vez)[15]
  - World Heavyweight Championship (Omaha version) (1 vez)[16]